# Тъмен анциструс
Тъмният анциструс (Ancistrus cirrhosus) е вид сомоподобна риба от семейство Лорикариеви (Loricariidae).

## Разпространение
Разпространен е в басейна на река Парана в Аржентина и Уругвай.

## Описание
Този вид достига на дължина до 8,9 cm.